# Brommella chongzuoensis
Brommella chongzuoensis là một loài nhện trong chi Brommella, họ Dictynidae.
Loài này được Shuqiang Li miêu tả năm 2017. Tính từ định danh loài lấy theo địa khu Sùng Tả (崇左, Chóngzuǒ), nơi tìm thấy nó.

## Phân bố
Loài này được tìm thấy ở cao độ 99 m trong hang không tên, 22°42.887′B 107°50.206′Đ / 22,714783°B 107,836767°Đ trong địa phận thôn Hằng Phong, hương Xương Bình, huyện Phù Tuy, địa khu Sùng Tả, Quảng Tây, Trung Quốc.